# Panská sídla ve Skalné
Panská sídla ve Skalné je souhrnné označení pro trojici, dříve čtveřici, panských sídel na území města Skalná. Jedná se o hrad, dvojici zámků (mladší ze zámků již nestojí) a tvrz.

## Vildštejn

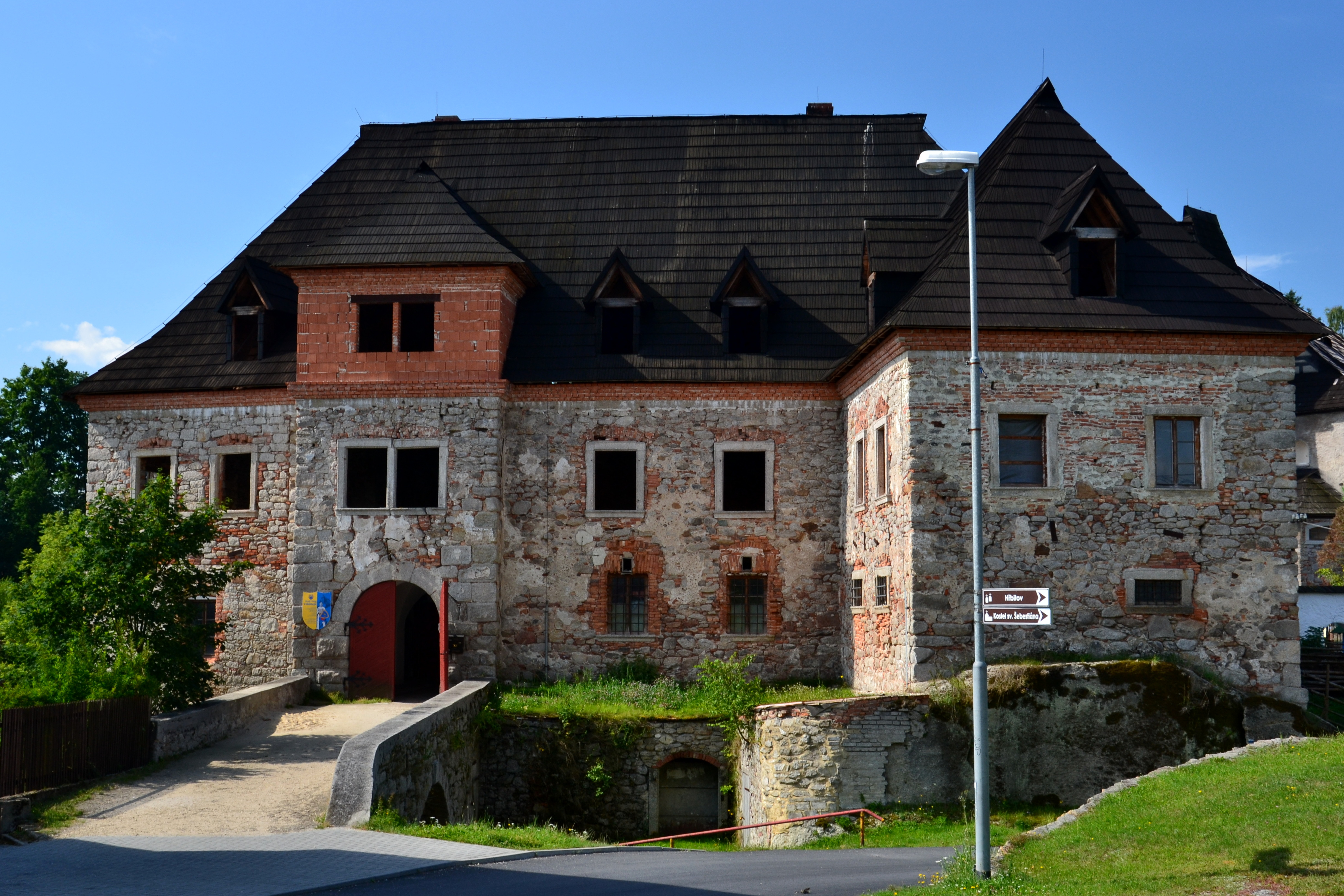
Zámek Skalná

Hrad Vildštejn je nejstarším panským sídlem ve Skalné. Vystavěn byl okolo roku 1200, první přímá zmínka pochází z roku 1224, kdy se objevuje v predikátu Gerolda z Vildštejna. Po roce 1349 došlo k častému střídání majitelů – mezi nimi byli i páni z Donína, Frankengrünerové, Šlikové či Gummerauerové, kteří hrad obnovili po vypálení vojsky Jiřího z Poděbrad v roce 1452. Jako sídlo šlechty sloužil do roku 1783, kdy si Trautenbergové vystavěli zámek. Od roku 1985 prochází postupnou rekonstrukcí.

## Zámek
Zámek Skalná si v přehradí hradu Vildštejn vystavěli v roce 1783 Trautenbergové, kteří jej využívali do roku 1799. Následně se majitelé rychle střídali – mezi nimi byli i Wolkenstein-Trostburgové. Od poloviny 19. století jej využívali měšťané, po roce 1948 státní statek. O roku 1985 prochází stejně jako hrad postupnou rekonstrukcí.

## Horní zámek
Pojmem Horní zámek] je ve Skalné označována tvrz, stojící v areálu bývalého poplužního dvora. Událostí, která vedla k výstavbě tvrze, bylo rozdělení panství na dvě části Viršperky v roce 1541. V dolní části zůstal panským sídlem hrad Vildštejn, horní část se tak ocitla bez sídla. Viršperkové v této době nechali vystavět tvrz, ze které spravovali tuto část panství. Jako sídlo ji využívali ještě Trautenbergové, ale za nich již ztratila na významu a následně sloužila k hospodářským účelům. Dnes je zchátralá a veřejnosti nepřístupná.

## Dolní zámek
Dolní zámek nechali postavit v 18. století Trautenbergové a postupně sem přenesli správu horní části panství. Zámek je poprvé zaznamenán v roce 1764 v rámci prvního vojenského mapování. K dalším majitelům patřili např. Jiří Jan Wilhelm, Wolkstein–Trostburgové či Geippelové. Po roce 1945 jej využíval státní statek, který se o něj nestaral a po požáru v sedmdesátých letech 20. století byly trosky zámku strženy. Dnes je tak dolní zámek jediným neexistujícím panským sídlem ve Skalné.